# Dédé (opérette)
 (août 2022).
Si vous disposez d'ouvrages ou d'articles de référence ou si vous connaissez des sites web de qualité traitant du thème abordé ici, merci de compléter l'article en donnant les références utiles à sa vérifiabilité et en les liant à la section « Notes et références ».
Pour les articles homonymes, voir Dédé.

Dédé est une opérette française en trois actes d'Henri Christiné, texte d'Albert Willemetz, créée en 1921 avec, entre autres, Maurice Chevalier et Alice Cocéa. L'opérette est célèbre pour plusieurs morceaux, notamment Dans la vie faut pas s'en faire et Pour bien réussir dans la chaussure.
La célèbre opérette Dédé est créée le 10 novembre 1921, au théâtre des Bouffes-Parisiens, avec Maurice Chevalier dans le rôle de Robert. Après une première série qui dure jusqu'au 15 juin 1922.  l’œuvre revient sur la même scène du 6 octobre 1922 jusqu’en mars 1923. En 2005 l'opérette est reprise au Théâtre Montfort avec Michel Fau, Eric Perez et Dalila Khatir dans une mise en scène de Olivier Desbordes
Le synopsis est digne d’un véritable vaudeville : pour conquérir la belle Odette, André dit "Dédé" achète le magasin de chaussures de M. Chausson. Mais il ignore qu’Odette est la femme de ce fameux M. Chausson et qu’elle lui a fait acheter le magasin pour arranger les affaires financières de son époux…
Le succès de cette pièce se résume en quelques mots : humour, légèreté et bonne humeur.

## Argument
L’action se passe à Paris, en 1921, dans le magasin de chaussures à l’enseigne Le pied meurtri. 

### Acte I
André de la Huchette, dit Dédé, voudrait séduire Odette, jeune et jolie femme rencontrée dans un bal. Monsieur Chausson, l’époux d’Odette, est propriétaire d'un magasin de chaussures au bord de la faillite. Profitant du fait que son soupirant ignore qu'elle est mariée à Chausson, Odette a l'idée de faire racheter le magasin à  Dédé en prétextant que ce serait un bon lieu pour se retrouver. 
Denise, la première vendeuse, est amoureuse de Dédé et dirige le magasin. Les autres vendeuses sont également danseuses au Casino de Paris le soir. Lorsque Dédé tente de faire parler Odette, elle préfère mentir et dire qu'elle est la femme du préfet de police. Denise assiste à la scène. Maître Leroydet est un notaire qui vient tous les jours dans le magasin pour trouver des chaussures mais en fait il courtise Denise. Dédé confie la gérance de sa  boutique à son ami Robert Dauvergne qui a perdu tout son argent en jouant au casino à Monte Carlo.

### Acte II
Jalouse, Denise, envoie une lettre anonyme à la Préfecture, pour dénoncer l’adultère de sa prétendue femme. D'autre part, le syndicat de la Chaussure lance un mouvement de grève et une délégation vient demander à Dédé de fermer le magasin ; les vendeuses se chargent alors de détourner les grévistes de leur initiative. 
Dédé se retrouve seul avec Odette, mais elle se cache dans la réserve après avoir vu que son mari est dans les parages. Tout le monde se retrouve dans le magasin. En particulier, un commissaire de police vient chercher les grévistes. Tout le monde pense qu’il s’agit du Préfet qui vient pour sa femme. Pour sauver la situation, Denise apparaît en tenue légère et se fait passer pour la maîtresse de Dédé. Pendant que Dédé et Robert retiennent l’attention générale, Odette parvient à sortir du magasin sans être remarquée. Le commissaire dévoile alors son identité et Dédé comprend qu'Odette n'est pas vraiment sa femme.

### Acte III
Dédé réalise que ce n'est pas Odette mais Denise qui lui apportera le bonheur. Il lui propose le mariage et, n'ayant plus besoin du magasin, il l'offre à Chausson. Robert se tourne alors vers Odette et lorsqu'elle apprend la générosité de Dédé, elle propose à son époux de garder Robert comme gérant. Chausson accepte.

## Rôles
| Rôle                          | tessiture | Créateur du rôle lors de la première 10 novembre 1921 |
| ----------------------------- | --------- | ----------------------------------------------------- |
| André de la Huchette ("Dédé") | baryton   | André Urban                                           |
| Robert Dauvergne              | baryton   | Maurice Chevalier                                     |
| Maître Leroydet, notaire      | -         | Louis Baron, fils                                     |
| Chausson                      | -         | Hemdey                                                |
| Le commissaire                | -         | Géo Bury                                              |
| Denise                        | soprano   | Alice Cocéa                                           |
| Odette                        | soprano   | Maguy Warna                                           |
| Une amie                      | -         | Marthe Duguet                                         |
| Lucette                       | -         | G Pommier                                             |

## Numéros
- Ouverture

Acte I :
- Chœur des vendeuses « Ah la drôle de boutique » ;
- Couplets « J’avais tout çà » (Leroydet) ;
- Couplets « Et voilà comme cet excellent jeune homme » (Denise) ;
- Chœur des vendeuses et entrée de Dédé  » Voici des lis  » ;
- Couplets « Dans la vie faut pas s’en faire » (Robert) ;
- Couplets « Elle porte un nom charmant » (Dédé) ;
- Duo  » Tango, lorsque tu nous tiens  » (Odette, Dédé) ;
- Final I :  « Pour bien réussir dans la chaussure » (Les vendeuses, Robert), « Quelle est cette poule », « C’est la femme du Préfet de Police. »

Acte II : 
- Entr’acte .
- Ensemble « Voici, Messieurs » (Robert, les vendeuses) ,
- Couplets « Je m’donne » (Robert) ;
- Duetto « Oh Madame, je vous trouve exquise » (Robert, Dédé) ;
- Duo « Si j’avais su évidemment » (Denise, Robert) ;
- Ensemble « Au nom de la Fédération » (les délégués syndicaux) ;
- Couplets « Le désir, déjà » (Odette) ;
- Final II : Ensemble « Quelle drôle de boutique » (tous)

Acte III :
- Chœur « Bonheur inattendu » (les vendeuses) ;
- Couplets  » C’est un plaisir si grand  » (Odette) ;
- Duo « J’ose pas » (Odette, Robert) ;
- Duo « Tous les chemins mènent à l’amour » (Denise, Dédé) ;
- Final III (tous)

## Adaptation cinématographique
Cette opérette a été portée à l'écran en 1935 sous le titre Dédé par René Guissart avec Mireille Perrey, Claude Dauphin, Danielle Darrieux et Albert Préjean dans les principaux rôles.